# 高須站
- 關於土佐電交通後免線電車站，請見「高須停留場」。
- 關於國鐵大隅線車站，請見「大隅高須站」。

高須站（日语：／ Takasu eki */?）是位於廣島縣廣島市西區庚午北三丁目11番1號，廣島電鐵的宮島線車站。車站編號為M21。

## 歷史
古江站在1922年（大正11年）宮島線己斐町至草津町2.8公里路段開通時啟用。當時該開通路段的中間車站中，只有此站與古江站。
- 1922年（大正11年）8月22日 - 宮島線己斐町至草津町之間開通，此站啟用[3][4]。

## 車站構造
車站是一座地面車站，設有2面2線的相對式月台（千鳥式月台）。從路線起點望向此站的左邊為廣電宮島口站方向的下行月台，右邊為廣電西廣島站方向的上行月台。兩月台之間設有道路平交道連接。

## 使用狀況
以下數據取自《廣島市統計書》資料。1日平均乘車人次數據是來自該年度的總乘車人次除以當年的日數，再取至小數點後1位。當話廣島電鐵的數據中是以每1,000人為單位，因此每年都會有500人的誤差。即1日平起有1.4人次的誤差。
| 年度               | 1日平均 乘車人次 | 1年總 乘車人次 | 1年總使用 定期票人次 | 1年總使用 非定期票人次 | 參考資料        |
| ------------------ | ---------------- | -------------- | -------------------- | ---------------------- | --------------- |
| 1998年（平成10年） | 1,591.8          | 581,000        | 127,000              | 454,000                | [ 使用狀況 1 ]  |
| 1999年（平成11年） | 1,486.3          | 544,000        | 120,000              | 424,000                | [ 使用狀況 1 ]  |
| 2000年（平成12年） | 1,471.2          | 537,000        | 118,000              | 419,000                | [ 使用狀況 1 ]  |
| 2001年（平成13年） | 1,443.8          | 527,000        | 121,000              | 406,000                | [ 使用狀況 2 ]  |
| 2002年（平成14年） | 1,427.4          | 521,000        | 110,000              | 411,000                | [ 使用狀況 3 ]  |
| 2003年（平成15年） | 1,469.9          | 538,000        | 118,000              | 420,000                | [ 使用狀況 4 ]  |
| 2004年（平成16年） | 1,342.5          | 490,000        | 118,000              | 372,000                | [ 使用狀況 5 ]  |
| 2005年（平成17年） | 1,413.7          | 516,000        | 118,000              | 398,000                | [ 使用狀況 6 ]  |
| 2006年（平成18年） | 1,413.7          | 516,000        | 117,000              | 399,000                | [ 使用狀況 7 ]  |
| 2007年（平成19年） | 1,426.4          | 522,000        | 123,000              | 399,000                | [ 使用狀況 8 ]  |
| 2008年（平成20年） | 1,463.9          | 534,000        | 126,000              | 408,000                | [ 使用狀況 9 ]  |
| 2009年（平成21年） | 1,427.4          | 521,000        | 128,000              | 393,000                | [ 使用狀況 10 ] |
| 2010年（平成22年） | 1,460.3          | 533,000        | 124,000              | 409,000                | [ 使用狀況 11 ] |
| 2011年（平成23年） | 1,480.9          | 542,000        | 124,000              | 418,000                | [ 使用狀況 12 ] |
| 2012年（平成24年） | 1,504.1          | 549,000        | 128,000              | 421,000                | [ 使用狀況 13 ] |
| 2013年（平成25年） | 1,531.5          | 559,000        | 132,000              | 427,000                | [ 使用狀況 14 ] |
| 2014年（平成26年） | 1,567.1          | 572,000        | 140,000              | 432,000                | [ 使用狀況 15 ] |
| 2015年（平成27年） | 1,596.3          | 584,000        | 143,000              | 442,000                | [ 使用狀況 16 ] |
| 2016年（平成28年） | 1,690.4          | 617,000        | 147,000              | 470,000                | [ 使用狀況 17 ] |
| 2017年（平成29年） | 1649.3           | 602,000        | 152,000              | 450,000                | [ 使用狀況 18 ] |

## 車站周邊
車站北邊設有並行的山陽本線，兩線在此處特別接近。
- 廣島高須郵局
- Spark New庚午店
- YOURS（日语：ユアーズ (スーパーマーケット)） 高須店

## 相鄰車站
廣島電鐵
■宮島線
東高須（M20）－高須（M21）－古江（M22）

## 注腳

### 使用狀況
1. 1 2 3  《廣島市統計書》平成13年版
2. ↑  《廣島市統計書》平成14年版
3. ↑  《廣島市統計書》平成15年版
4. ↑  《廣島市統計書》平成16年版
5. ↑  《廣島市統計書》平成17年版
6. ↑  《廣島市統計書》平成18年版
7. ↑  《廣島市統計書》平成19年版
8. ↑  《廣島市統計書》平成20年版
9. ↑  《廣島市統計書》平成21年版
10. ↑  《廣島市統計書》平成22年版
11. ↑  《廣島市統計書》平成23年版
12. ↑  《廣島市統計書》平成24年版
13. ↑  《廣島市統計書》平成25年版
14. ↑  《廣島市統計書》平成26年版
15. ↑  《廣島市統計書》平成27年版
16. ↑  《廣島市統計書》平成28年版
17. ↑  《廣島市統計書》平成29年版
18. ↑  《廣島市統計書》平成30年版

## 外部連結
- 高須 | 電車情報：電停指南 （页面存档备份，存于）（日語） - 廣島電鐵